# Stadio Kemal Kaynaş
Lo stadio Kemal Kaynaş (in turco Kemal Kaynas Stadyumu) è uno stadio situato a Karaman, in Turchia. È lo stadio di casa del Karamanspor.
L'impianto è stato inaugurato nel 2009 e ha una capacità di 2 256 posti a sedere. Il terreno di gioco misura 68 x 105 metri ed è in erba naturale.